# Carl Jensen (zapaśnik)
Carl Marinus Jensen (ur. 13 września 1882 w Dronninglund, zm. 4 kwietnia 1942 w Kopenhadze) – duński zapaśnik klasyczny, olimpijczyk i brązowy medalista z Londynu (1908) w wadze półciężkiej.  

## Kariera
W 1908 na igrzyskach olimpijskich w Londynie zdobył brązowy medal w stylu klasycznym w wadze półciężkiej. Startował także wadze ciężkiej, ale został wyeliminowany w pierwszej rundzie.